# Huta Turobińska
Huta Turobińska – wieś w Polsce położona w województwie lubelskim, w powiecie biłgorajskim, w gminie Turobin.
W latach 1975–1998 miejscowość administracyjnie należała do województwa zamojskiego. 
Wieś jest sołectwem w gminie Turobin. Według Narodowego Spisu Powszechnego z roku 2011 wieś liczyła 271 mieszkańców i była jedenastą co do liczby ludności miejscowością gminy.
W roku 1946 odznaczona Orderem Krzyża Grunwaldu III klasy.